# سام أ. ليندسي
سام أ. ليندسي (بالإنجليزية: Sam A. Lindsay)‏ هو محامي وقاضي أمريكي، ولد في 1951 في سان أنطونيو في الولايات المتحدة.